# Amegilla himalajensis
Amegilla himalajensis là một loài Hymenoptera trong họ Apidae. Loài này được Radoszkowski mô tả khoa học năm 1882.